# Linda javaensis
Linda javaensis là một loài bọ cánh cứng trong họ Cerambycidae.